# Katharina Focke
Pour les articles homonymes, voir Focke.
Elsbeth Charlotte Katharina Focke, née Friedlaender à Bonn le 8 octobre 1922 et morte le 10 juillet 2016 à Cologne, est une femme politique allemande membre du Parti social-démocrate d'Allemagne (SPD).
Elle est secrétaire d'État parlementaire à la chancellerie fédérale de 1969 à 1972, sous le premier mandat de Willy Brandt, avant d'occuper le poste de ministre fédérale de la Jeunesse, de la Famille et de la Santé dans la coalition sociale-libérale fédérale au cours des quatre années suivantes. Elle fut ensuite députée européenne pendant dix ans à partir de 1979.

## Éléments personnels

### Jeunesse européenne
Fille d'un chargé de relations publiques, Ernst Friedlaender, et d'un médecin, Franziska Schulz, elle quitte l'Allemagne pour la Suisse en 1931, et rejoint le Liechtenstein trois ans plus tard. Elle passe son Abitur en 1946 à Davos, puis entreprend d'étudier les sciences économiques à Davos, avant de suivre des études supérieures d'enseignante d'allemand, d'histoire et d'anglais à Hambourg.

### Études américaines et carrière
En 1952, elle part dans l'Oklahoma pour y suivre un cursus de sciences politiques, et obtient un doctorat en 1954. Elle devient, en 1961, directrice générale de l'institut de formation en politique européenne de Cologne pour une durée de huit ans.

## Carrière politique

### Les débuts
Elle adhère au Parti social-démocrate d'Allemagne (SPD) en 1964, et est élue deux ans plus tard députée régionale au Landtag de Rhénanie-du-Nord-Westphalie. Elle le quitte en 1969, à la suite de son élection au Bundestag dans la circonscription Cologne II avec 50,9 % des voix. Le 22 octobre suivant, elle se voit désignée secrétaire d'État parlementaire à la chancellerie fédérale sous la direction de Willy Brandt.

### Ministre fédérale
Réélue députée fédérale de Rhénanie-du-Nord-Westphalie avec 54,7 % des voix en 1972, Katharina Focke est choisie comme ministre fédérale de la Jeunesse, de la Famille et de la Santé le 15 décembre par Brandt. À la suite de la démission de ce dernier le 7 mai 1974, Helmut Schmidt est investi chancelier le 16 mai et la maintient à son poste.

### Fin de carrière
Elle conserve son siège aux législatives de 1976 en obtenant 47,7 % des suffrages, mais quitte peu de temps après le cabinet fédéral. En 1979, elle est élue députée européenne et siège dix ans au Parlement européen, où elle préside de 1984 à 1987 la commission du Développement et de la Coopération. Puis elle se retire de la vie politique.